# Mesoplophora gaveae
Mesoplophora gaveae är en kvalsterart som beskrevs av Schuster 1962. Mesoplophora gaveae ingår i släktet Mesoplophora och familjen Mesoplophoridae. Inga underarter finns listade i Catalogue of Life.